# Dannie Abse
Daniel Abse, známý jako Dannie Abse (22. září 1923 Cardiff – 28. září 2014), byl velšský básník.

## Život
Dannie Abse byl mladším bratrem politika Leo Abse a psychoanalytika Wilfreda Abse. Studoval medicínu na University of Wales a poté ve Westminster Hospital a King's College London. Byl více než třicet let specialistou na plicní klinice. Za svou literární činnost získal řadu ocenění. Roku 1898 obdržel čestný doktorát na University of Wales. V letech 1971 a 1987 vyhrál Welsh Arts Council Award, a Cholmondeley Award roku 1985. Členem The Royal Society of Literature je od roku 1983.
Abse žil po několik desetiletí v Londýně, blízko Hampsteadu. Několik let psal sloupek pro Ham & High (Hampstead and Highgate Express), místní noviny. Tyto články byly částečně vydány v knižní podobě.
Roku 2005 zahynula jeho manželka Joan Abse při automobilové nehodě, Abse sám byl zraněn. Jeho kniha The Presence je vzpomínkou na rok života po její smrti. Kniha vyhrála Wales Book of the Year roku 2008. Později byla zdramatizována pro BBC Radio 4.
Zemřel v roce 2014 ve věku 91 let.

## Dílo
- After Every Green Thing Hutchinson, 1948
- Walking Under Water Hutchinson, 1952
- Ash on a Young Man's Sleeve Hutchinson, 1954
- Fire in Heaven Hutchinson, 1956
- Some Corner of an English Field Hutchinson, 1956
- Mavericks: An Anthology (editor spolu s Howardem Sergeantem) Editions Poetry and Poverty, 1957
- Tenants of the House: Poems 1951-1956 Hutchinson, 1957
- Poems, Golders Green Hutchinson, 1962
- Poems! Dannie Abse: A Selection Vista, 1963
- Modern European Verse (editor) Vista, 1964
- Medicine on Trial Aldus, 1967
- Three Questor Plays Scorpion, 1967
- A Small Desperation Hutchinson, 1968
- Demo Sceptre, 1969
- O. Jones, O. Jones Hutchinson, 1970
- Selected Poems Hutchinson, 1970
- Modern Poets in Focus 1 (editor) Corgi, 1971
- Modern Poets in Focus 3 (editor) Corgi, 1971
- Thirteen Poets (editor) Poetry Book Society, 1972
- Funland and Other Poems Hutchinson, 1973
- Modern Poets in Focus 5 (editor) Corgi, 1973
- The Dogs of Pavlov Vallantine, M., 1973
- A Poet in the Family Hutchinson, 1974
- Penguin Modern Poets 26 (Dannie Abse, D. J. Enright a Michael Longley) Penguin, 1975
- Collected Poems 1948-1976 Hutchinson, 1977
- More Words BBC, 1977
- My Medical School Robson, 1978
- Pythagoras Hutchinson, 1979
- Way Out in the Centre Hutchinson, 1981
- A Strong Dose of Myself Hutchinson, 1983
- One-legged on ice: poems University of Georgia Press, 1983
- Doctors and Patients (editor) Oxford University Press, 1984
- Ask the Bloody Horse Hutchinson, 1986
- Journals From the Ant Heap Hutchinson, 1986
- Voices in the Gallery: Poems and Pictures (editor spolu s Joan Abse) Tate Gallery, 1986
- The Music Lover's Literary Companion (editor spolu s Joan Abse) Robson, 1988
- The Hutchinson Book of Post-War British Poetry (editor) Hutchinson, 1989
- White Coat, Purple Coat: Collected Poems 1948-1988 Hutchinson, 1989
- People (contributor) National Language Unit of Wales, 1990
- Remembrance of Crimes Past: Poems 1986-1989 Hutchinson, 1990
- The View from Row G: Three Plays Seren, 1990
- There Was A Young Man From Cardiff Hutchinson, 1991
- Intermittent Journals Seren, 1994
- On the Evening Road Hutchinson, 1994
- Selected Poems Penguin, 1994
- The Gregory Anthology 1991-1993 (editor spolu s A. Stevensonem) Sinclair-Stevenson, 1994
- Twentieth-Century Anglo-Welsh Poetry (editor) Seren, 1997
- Welsh Retrospective Seren, 1997
- Arcadia, One Mile Hutchinson, 1998
- Be seated, thou: poems 1989-1998 Sheep Meadow Press, 1999
- Encounters Hearing Eye, 2001
- Goodbye, Twentieth Century: An Autobiography Pimlico, 2001
- There was a young man from Cardiff Seren, 2001
- New and Collected Poems Hutchinson, 2002
- The Strange Case of Dr Simmonds & Dr Glas Robson, 2002
- The Two Roads Taken: A Prose Miscellany Enitharmon Press, 2003
- Yellow Bird Sheep Meadow Press, 2004
- Running Late Hutchinson, 2006
- 100 Great Poems of Love and Lust: Homage to Eros Robson, 2007
- The Presence Hutchinson, 2007